# Віденська обсерваторія
Віденська університетська обсерваторія (нім. Universitäts-Sternwarte Wien) — астрономічна  обсерваторія у Відні в Австрії, одна з двох обсерваторій в підпорядкуванні Інституту астрофізики Віденського університету. Вона розташована в Обсерваторському парку на Тюркеншанце — широкому пагорбі на північно-західній околиці Відня, у районі Веринг. Другою обсерваторією інституту є Обсерваторія Леопольда Фігля, розташована на горі Шепфель у Віденському лісі.
Від часу свого заснування 1755 року за ініціативою Марії Терезії і до початку переїзду в 1874 році на нове місце, Віденська університетська обсерваторія містилася в історичному центрі міста — на даху Старого університету (нині — будівля Академії наук). Це була перша університетська обсерваторія в німецькомовному просторі. Після відкриття нової обсерваторії на околиці міста 1883 року вона мала найбільший на той час у світі лінзовий телескоп, а сама будівля й досі є найбільшою монолітною спорудою серед астрономічних обсерваторій.
Обсерваторія є референтною точкою довготи Австрії (а раніше також Угорщини), а в 1933 та 1957 роках вона входила до світової мережі визначення довготи. Стара обсерваторія (код МАС 545) та Університетська обсерваторія (код МАС 045) були визнані Міжнародним астрономічним союзом об'єктами видатної астрономічної спадщини.

## Історія
Історія астрономії у Відні сягає XIV століття. Після заснування Віденського університету 1365 року там з 1391 по 1882 рік безперервно читали лекції «Про небо й землю». У XV столітті у Відні викладали та проводили дослідження Йоганн фон Гмунден, Георг фон Пурбах і його учень Регіомонтан.
На початку XVIII століття придворний математик Йоган Якоб Маріноні облаштував на даху свого будинку у Відні астрономічну вежу, де виконував спостереження, переважно з використанням власноруч виготовлених інструментів.

### Перша університетська обсерваторія
Єзуїти, які з 1551 року керували університетом, уже 1714 року заснували Математичний музей (Museum mathematicum) з оптичними, астрономічними, геодезичними й геометричними інструментами, а також колекцією земних і небесних глобусів. Активну участь у цьому брав отець Йозеф Франц (1704—1776).
Зі схвалення Маріноні 1733 року Франц збудував на даху будівлі колегіуму власну обсерваторію. Це була перша постійна астрономічна обсерваторія у Відні. У 1734 році Франца призначили професором математики, експериментальної фізики й астрономії. Його наступником у 1756—1773 роках став Йозеф Лісганіг (1719—1799).
За ініціативи Йоганна Йозефа фон Траутсона імператриця Марія Терезія у 1755 році заснувала також університетську обсерваторію. Першим директором став 35-річний єзуїт Максиміліан Гелл (1720—1792), учень Франца, який керував її створенням.
У 1773 році єзуїтський колегіум розпустили, а його будівлі передали університету. Ймовірно, обладнання обсерваторії також увійшло до фондів університетської обсерваторії.

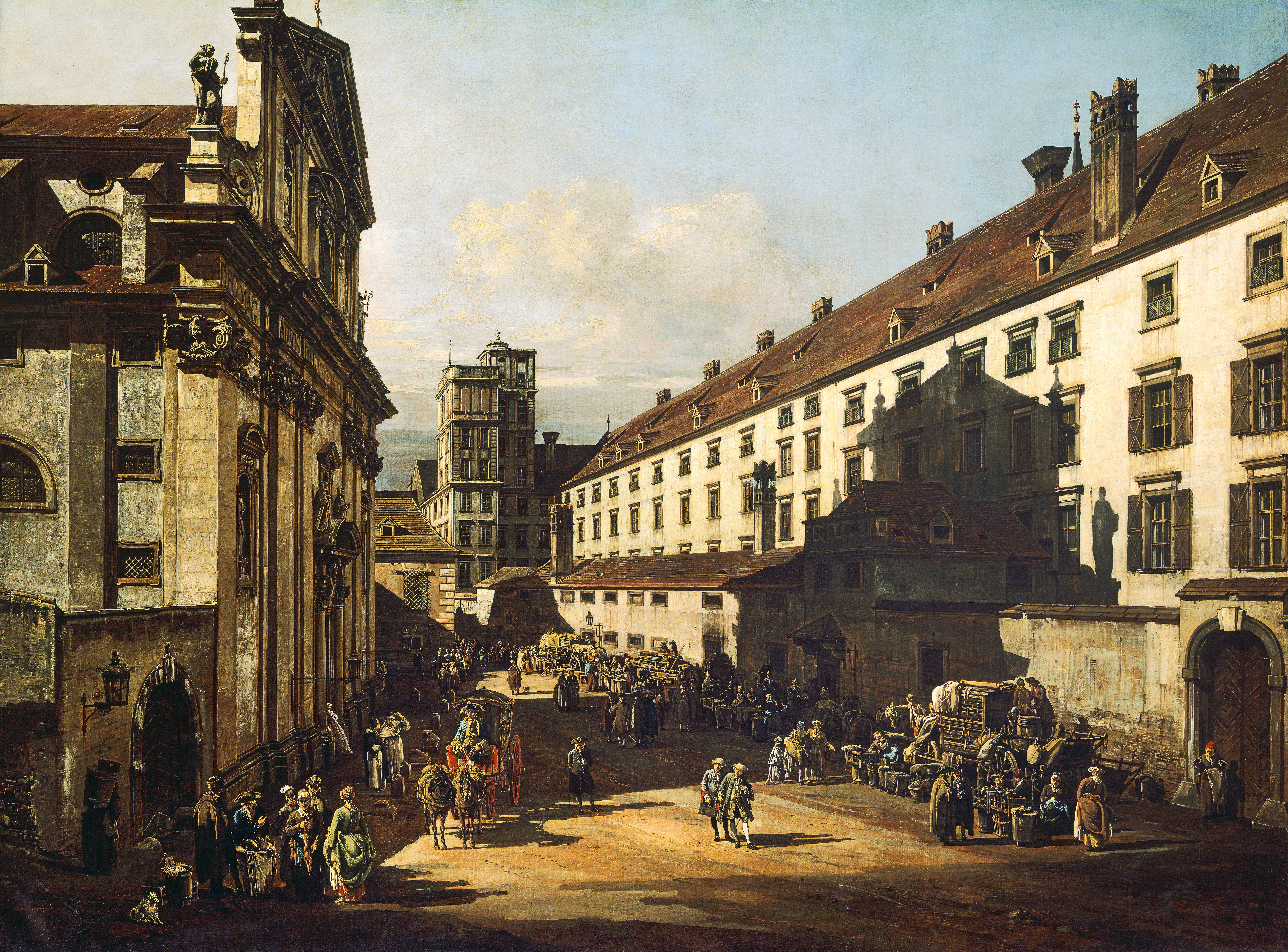
Колишній єзуїтський колегіум із прибудовами та вежею обсерваторії (праворуч, уздовж старої Домініканської площі, нині вулиця Поштгассе; ліворуч — Домініканський костел; Бернардо Беллотто, знаний як Каналетто, бл. 1760)
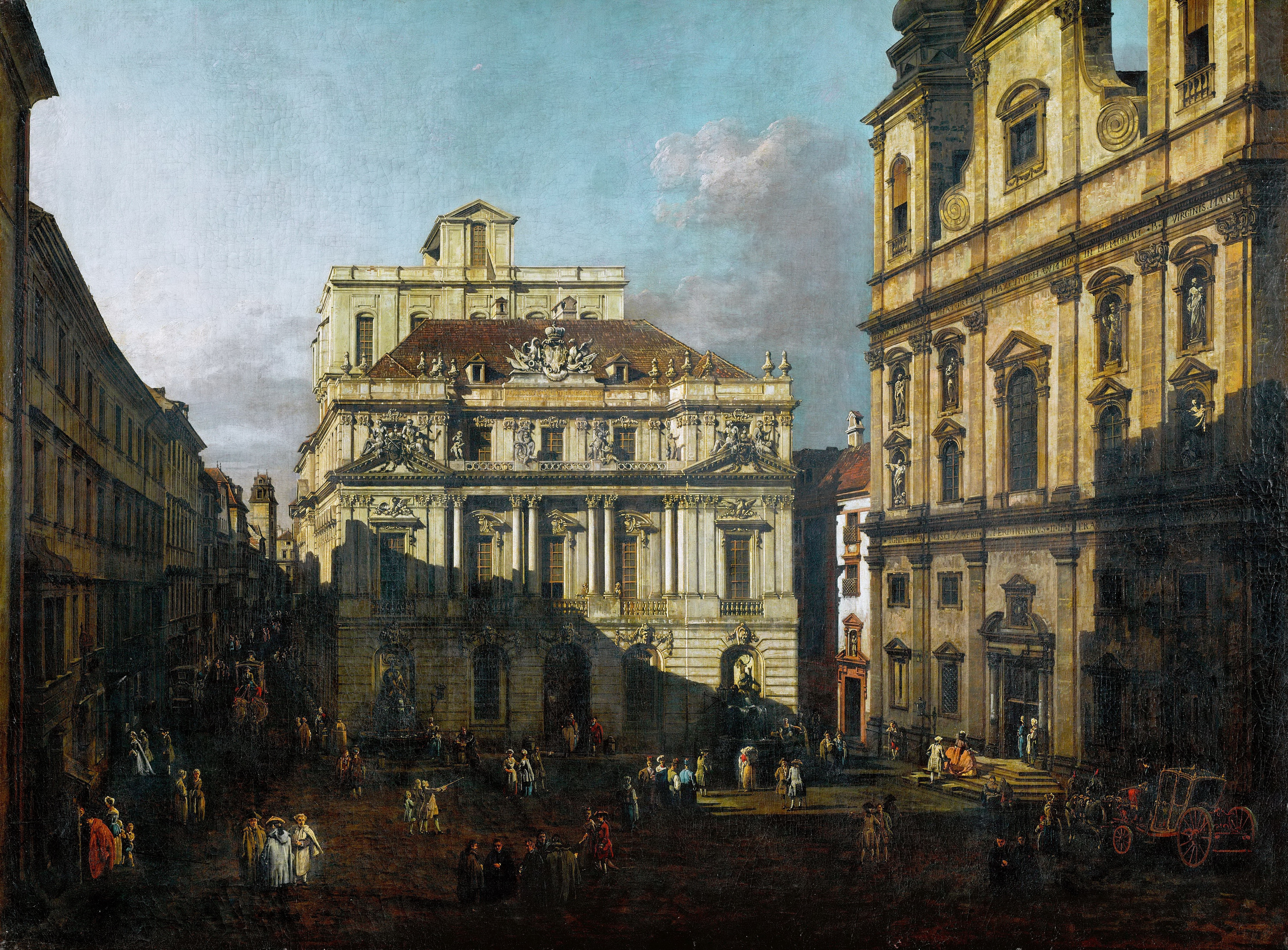
Нова аула (на площі Ігнаца Зайпеля з надбудованою обсерваторією; праворуч — Єзуїтський костел; Каналетто, 1758–1761)

#### Історія будівництва

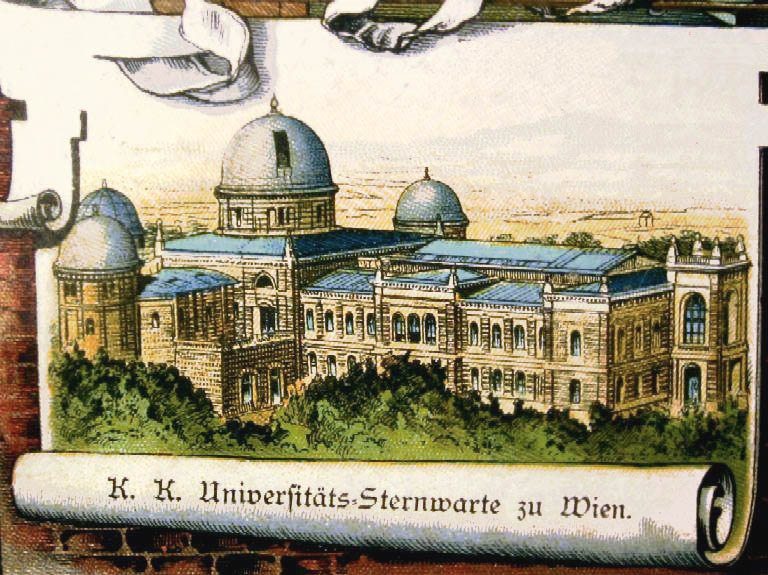
Університетська обсерваторія у Відні, зображення 1888 року

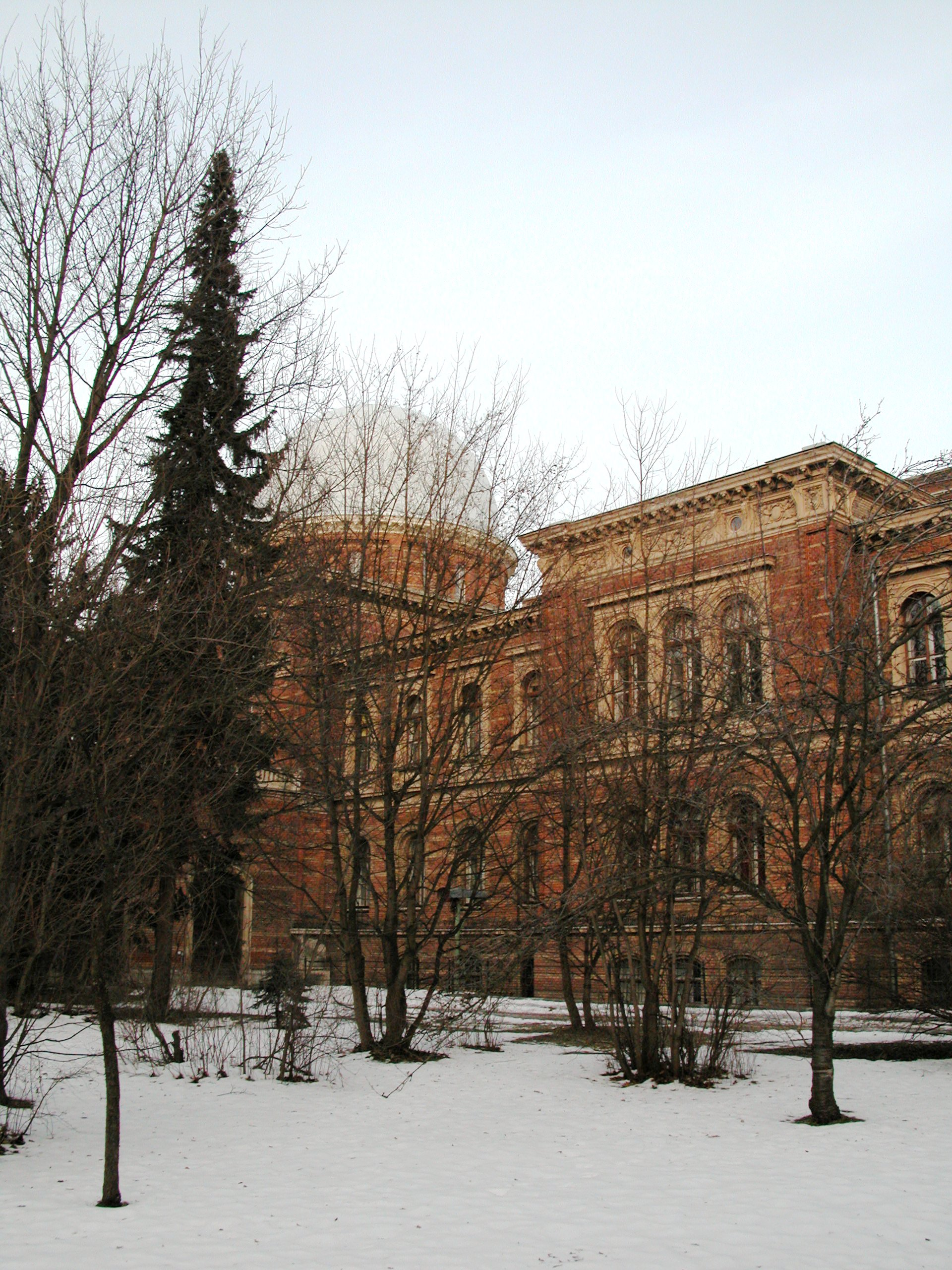
Університетська обсерваторія у Відні

Астрономічна оглядова вежа єзуїтів, прибудована до корпусу обсерваторії колегіуму (нині ріг вулиць Беккергассе і Поштгассе), була восьмиповерховою вежею висотою 45 м із двома платформами — відкритою та критою. До нашого часу збереглися лише нижні поверхи цієї споруди.
На дахах Нової аули поруч із Єзуїтським костелом (нині — будівля Австрійської академії наук на площі Ігнаца Зайпеля) у 1753—1754 роках також збудували обсерваторію, яка розпочала роботу в 1756 році. Надбудова обсерваторії була вузькою чотириповерховою дерев'яною конструкцією.
Розташування обсерваторії в самому центрі Відня дедалі більше виявлялося невдалим. Через вібрації, атмосферну нестабільність і забруднення повітря (що спричинялися підняттям теплого повітря та сажі), а також зростаюче світлове забруднення внаслідок вуличного освітлення, астрономічні спостереження, особливо точні позиційні вимірювання, були суттєво ускладнені. Тому наступник Гелла — Йозеф Йоганн фон Літтров — ще з 1800 року пропонував побудувати нову будівлю обсерваторії.
Оскільки цей проєкт не схвалили, 1825 року виконали перебудову, під час якої наявну обсерваторію повністю переобладнали. Старі телескопи замінили, а наявну надбудову демонтували й звели нову. Створили великий зал для мобільних інструментів і приміщення для стаціонарного обладнання, збудували дві вежі з обертовими куполами. На терасі даху облаштували спостережні майданчики для меридіанних телескопів, а точкою юстування слугували Меридіанні колони на Вінерберзі. У 1883 році збудували ще одну спостережну вежу.
Збережені частини обсерваторії входять до об'єкта Світової спадщини ЮНЕСКО «Історичний центр Відня» та є пам'яткою архітектури у складі охоронного об'єкта «Комплекс Старого університету».

#### Інструменти першої обсерваторії
Перша університетська обсерваторія спочатку була обладнана приладами Маріноні. З часом придбали нові інструменти, особливо під час реконструкції 1825—1831 років.
Головним інструментом був високоякісний лінзовий телескоп з апертурою 16 см, виготовлений Фраунгофером у 1825 році. Крім нього, використовували ще два телескопи роботи Фраунгофера: короткофокусний рефрактор-кометошукач і «полуденну трубу» (нім. Mittagsrohr) для визначення місцевого полудня за моментом проходження Сонця через небесний меридіан. Також використовували універсальний інструмент фірми Рейхенбах. Для визначення координат зір застосовували коло висот діаметром 24 дюйми, портативний екваторіал, інструменти для вимірювання висоти та азимута, а також 10-дюймовий дзеркальний секстант виробництва Троттона. Також використовували маятник Кетера, центрувальну машину для вирівнювання телескопів і два динаметри (Рамсдена й Керрі) для визначення збільшення телескопів. Для вимірювання часу слугували п'ять астрономічних маятникових годинників Моліньо, Грема, Оха й Гайста, а також хронометр в золотому корпусі, виготовлений Арнольдом.
Частина інструментів першої обсерваторії нині представлена в музеї в теперішній обсерваторії Обсерваторіському парку, а частина — у спеціалізованому музеї обсерваторії.

#### Перші дослідження й спостереження
Під керівництвом Гелла університетська обсерваторія набула міжнародного визнання. Він уклав 37-томну працю «Астрономічні ефемериди для меридіана Відня» (лат. Ephemerides astronomicae ad meridianum Vindobonensem), у якій опублікував ефемериди на 1757—1792 роки. Тут також було виконано численні позиційні вимірювання зір, планет і супутників Юпітера. 1761 року Лізганіг і Гелл спостерігали проходження Венери на університетській обсерваторії, а в 1769 році — Лізганіг у Відні, а Гелл у Варде в Норвегії. На основі цих спостережень Гелл обчислив відстань від Сонця до Землі як 152 млн км (сучасне значення — 149,6 млн км).
Серед інших напрямів діяльності обсерваторії були складні на той час географічні й астрономічні визначення довготи. Їх, зокрема, виконував Лізганіг, який 1757 року за допомогою свого 10-футового зенітного сектора визначив географічну широту Відня, а в 1761—1769 роках за дорученням імператриці Марії Терезії — Віденський та угорський нульові меридіани. Завдяки цьому Віденська обсерваторія стала нульовим пунктом довготи для Австрійської імперії під час Йозефінського та Францисканського картографувань. Ці функції згодом перейшли до Федерального управління мір і геодезії, попередник якого — Топографічний інститут, заснований у 1806 році, — виконував геодезичні завдання на основі астрономо-геодезичних спостережень, проведених в обсерваторії.
Важливим напрямом також було точне визначення часу. Сторожу собору святого Стефана передавали точний полудень, а з 1822 року обсерваторія здійснювала регулювання віденських вежових годинників, надсилаючи їм сигнали точного часу (ймовірно, оптичні). Ці функції наразі також виконує Федеральне управління мір і геодезії.
Крім того, обсерваторія була й метеорологічною станцією — тут вели регулярні спостереження погоди. Дані вимірювань єзуїтів вважали втраченими, однак дані за 1768—1769 роки знайшли у томі «Ephemerides Astronomicae anni 1793». Від 1775 року публікувався щорічник «Метеорологічні спостереження Віденської обсерваторії» (нім. Meteorologische Beobachtungen an der Wiener Sternwarte). Згодом дані щодня публікувалися у «Wiener Zeitung», поки 1851 року ці обов'язки не перейняла Центральна установа з метеорології та геодинаміки (обсерваторія публікувала спостереження до 1855 року). Безперервний ряд даних з 1775 року разом із даними з Кремсмюнстерської обсерваторії від 1760 року є важливою основою для побудови кліматичної серії HISTALP.

### Нова університетська обсерваторія

#### Історія будівництва
У 1842 році син Літтрова — Карл Людвіг фон Літтров — обійняв посаду директора і знову намагався домогтися дозволу на зведення нової будівлі обсерваторії. У 1846 році він подав відповідні плани до уповноважених органів, їх знову відхилили. Завдяки підтримці впливових осіб у 1850 році Літтров отримав можливість представити детальний проєкт нової обсерваторії. У ньому він вимагав розмістити обсерваторію на височині, оточеній рослинністю, без вібрацій і пилу. Зручним місцем виявився пагорб біля віденського Лінієнвалу. Після скасування заборони на забудову цієї території у 1858 році Літтров уже того ж року отримав дозвіл на будівництво нової обсерваторії на Тюркеншанце.
Коли у 1867 році планували будівництво головного корпусу Віденського університету, розглядали можливість встановлення обсерваторії на даху. Після того, як цей план не був втілений, Літтрову доручили створити нову обсерваторію, яка б відігравала провідну роль в Австро-Угорщині. Після ознайомчих поїздок до обсерваторій Німеччини, Англії та США за зразок була взята нова Берлінська обсерваторія, також збудована у формі хреста.
Місцем будівництва обрали ділянку площею 5,5 га на тодішній ще слабо заселеній території старої Тюркеншанце у незалежній на той час громаді Веринг. Проєктуванням будівлі, яка поєднувала житлову та наукову частини, займалося архітектурне бюро Фельнера і Гельмера, відоме спорудженням театрів і концертних залів. Будівництво тривало від 1874 по 1879 рік.
Центральною частиною будівлі є головний купол діаметром 14 м, оточений трьома меншими куполами на кінцях північного, західного та східного крил. У південному крилі були розташовані житлові та робочі приміщення астрономів. Із довжиною 101 м та шириною 73 м обсерваторія залишається найбільшою в світі будівлею обсерваторії, зведеною як єдине архітектурне ціле. Літтров не дожив до її завершення — він помер у 1877 році. Повний переїзд Інституту астрономії завершився лише 1882 року. Нині Віденська університетська обсерваторія залишається найбільшою будівлею обсерваторії в Європі. Урочисте відкриття відбулося 5 червня 1883 року за участі першого директора обсерваторії Едмунда Вайса та імператора Франца Йосифа I.
У 1926 році повідомляли про наміри перенести Віденську університетську обсерваторію до Ноймаркта, оскільки спостереження в умовах задимленого великого міста стали суттєво ускладнені. Таке переміщення дало б можливість університетам у Граці та Інсбруку користуватися сучасною обсерваторією.
На початку 1970-х років, коли планували новий корпус Зоологічного інституту площею близько 6000 м², виник конфлікт щодо забудови Обсерваторського парку. Під час референдуму, проведеного 26 травня 1973 року, мешканці Відня висловилися проти забудови парку.
У 2015 році завершилася масштабна реставрація усіх зовнішніх фасадів будівлі. З 2017 року значна частина внутрішніх приміщень стала доступною для людей з обмеженою мобільністю.
Комплекс перебуває під охороною пам'яток архітектури.

#### Інструменти нової обсерваторії

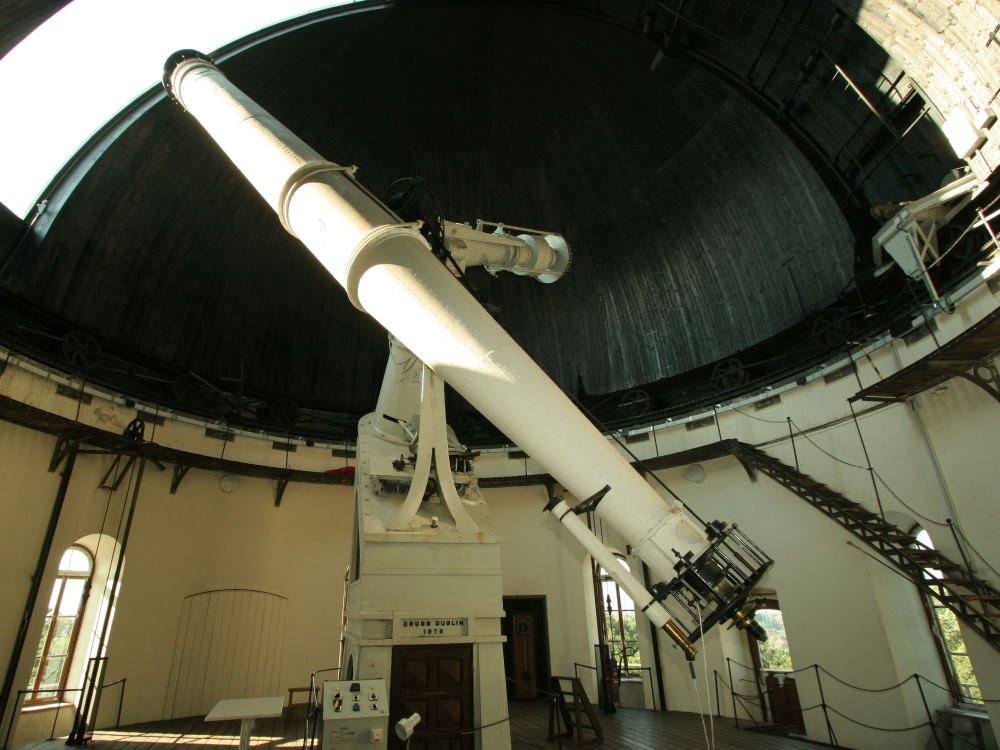
Великий рефрактор Віденської університетської обсерваторії

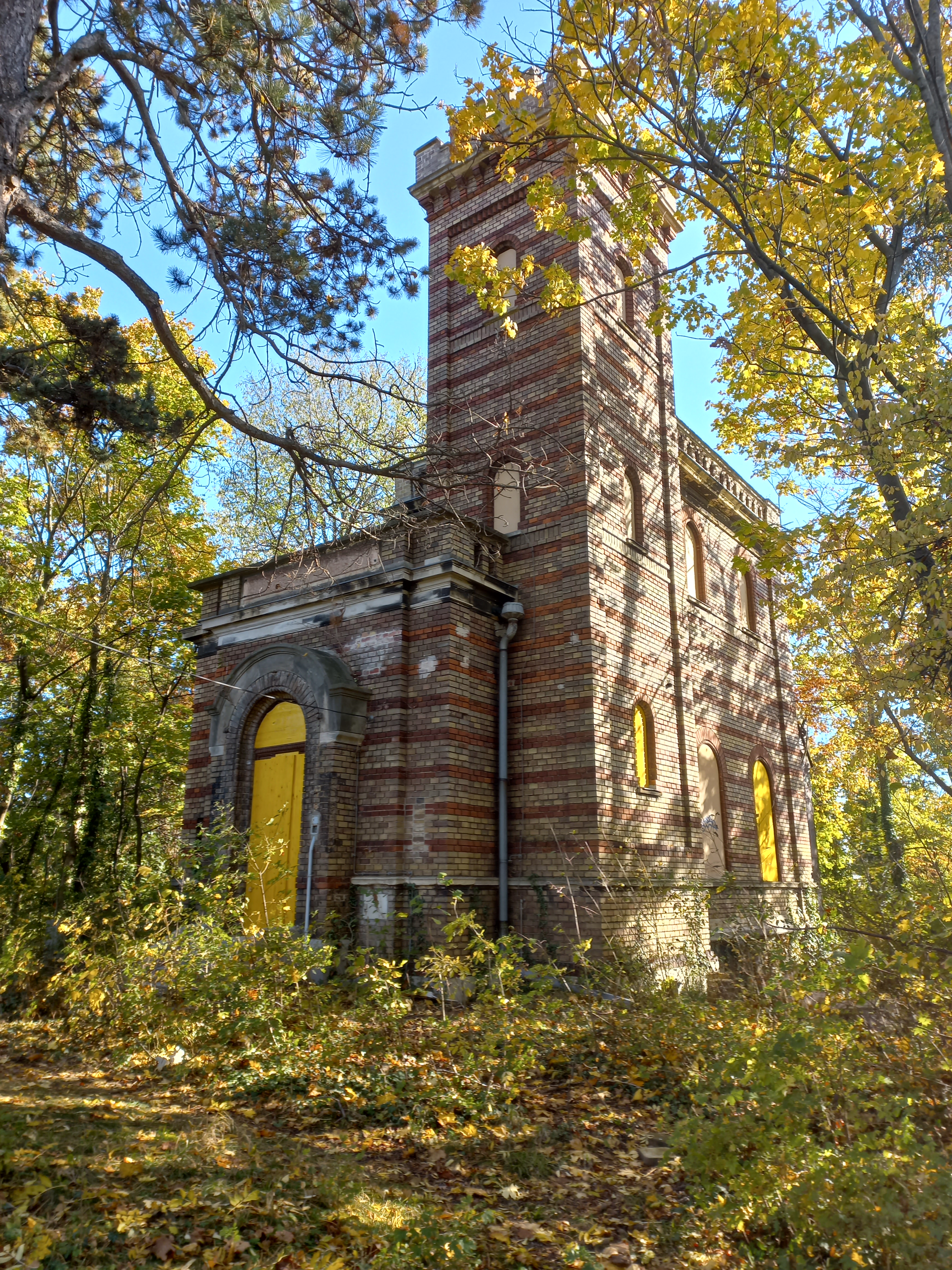
Будівля телескопа Ротшильда системи Куде

У головному куполі розміщений великий рефрактор з апертурою 68 см і фокусною відстанню 10,5 м. Його виготовила ірландська компанія Grubb у 1878 році. На час створення цей прилад був найбільшим рефрактором у світі. За розміром його перевершували лише дзеркальні телескопи: «Левіафан», Великий Мельбурнський телескоп та 83-сантиметровий телескоп Тулузької обсерваторії. Проте на той час «Левіафан» уже не використовували, Мельбурнський телескоп не досяг очікуваних характеристик через металеве дзеркало, а тулузький мав ненадійне монтування. Таким чином, великий рефрактор у Відні був найефективнішим телескопом свого часу. Вже у 1885 році, за два роки після відкриття обсерваторії, в Пулковській обсерваторії ввели в експлуатацію ще більший рефрактор з апертурою 76 см, і віденський рефрактор втратив статус найбільшого лінзового телескопа. Проте й досі він входить до десятки найбільших будь-коли збудованих рефракторів.
У північному куполі спочатку встановили короткофокусний рефрактор (кометошукач) фірми Maerz з апертурою 16,2 см і фокусною відстанню 1,5 м. Згодом його замінили 40-сантиметровим рефлектором системи Бернгарда Шмідта. Із 2002 року там встановлений сучасний телескоп Кассегрена з апертурою 80 см і фокусною відстанню 6,64 м.
У західному куполі розміщено рефрактор з апертурою 30 см і фокусною відстанню 5,2 м виробництва Clark із Бостона. Під час відкриття обсерваторії цей телескоп був другим за значенням інструментом обсерваторії.
У східному куполі спочатку встановили 15-сантиметровий рефрактор Фраунгофера зі старої обсерваторії. Нині там розміщено 20-сантиметровий рефрактор фірми Starke & Kammerer, який у 1928 році перенесли з Технічного університету Відня.
У з'єднувальних корпусах між головною будівлею та західним і східним куполами планували встановлення пасажних інструментів. У західному меридіанному залі встановили меридіанний круг та пасажний інструмент, а запланований для східного крила меридіанний круг так і не був реалізований. Сьогодні в цих приміщеннях розташовані офіси та бібліотека.
У західній частині території обсерваторії розташована окрема будівля, в якій свого часу було встановлено телескоп із оптичною системою Куде з апертурою 38 см і фокусною відстанню 25 м. Інструмент і будівлю у 1885 році пожертвував барон Альберт фон Ротшильд. На відкритій території також розміщені сучасний зенітний телескоп, п'єдестал якого використовувався як опорна точка для другої світової кампанії визначення довготи (близько 1960 року), а також історичний подвійний рефрактор. Останній є астрографом фірми Steinheil з апертурою 33 см і фокусною відстанню 3,3 м, обладнаним направляючим телескопом з апертурою 25 см (також з фокусною відстанню 3,3 м). Цей інструмент також був подарований бароном Ротшильдом.

#### Дослідження та відкриття
Першим директором нової Університетської обсерваторії став Едмунд Вайс, який від 1869 року був професором астрономії та відіграв ключову роль у проєктуванні обсерваторії. Вайсу вдалося залучити Йоганна Палізу з Морської обсерваторії в Пулі, який на той час був найуспішнішим першовідкривачем астероїдів. У період з 1881 по 1923 рік Паліза відкрив у Відні ще 94 астероїди (всього він відкрив 123) і займався визначенням їхніх орбіт у координації з Гайдельберзькою обсерваторією. Крім того, було відкрито понад 70 «туманних плям», більшість з яких згодом ідентифікували як галактики. Більшість цих відкриттів здійснив Рудольф Шпіталер у 1890—1892 роках за допомогою великого рефрактора. У 1890 році Шпіталер також виявив періодичну комету, яка нині має позначення 113P/Шпіталера.
Після Вайса у 1909 році керівництво обсерваторією перебрав Йозеф фон Геппергер. Через Першу світову війну та складну економічну ситуацію після неї Геппергер мав у розпорядженні лише обмежені фінансові ресурси. Його наступник, Казимир Граф з Гамбурга, зміг реалізувати певні покращення в обладнанні обсерваторії, зокрема встановлення великого підйомника, що полегшував спостереження за допомогою великого рефрактора. Граф спеціалізувався, зокрема, на спостереженні планет, однак у період Третього Рейху (1938—1945) був з політичних причин достроково звільнений. У 1940—1945 роках посаду директора обіймав Бруно Тюрінг. Після другої каденції Графа його наступниками стали запрошені з Німеччини професори — Йозеф Гопман (відомий дослідник подвійних зір і Місяця) та астрофізик Йозеф Мойрерс. Тим часом Конрадін Феррарі д'Ок'єппо до 1980-х років проводив дослідження в галузі теоретичної астрономії.
У XX столітті робота астрономів усе більше переходила від класичних напрямів (визначення часу та астрометрія) до астрофізики. Астрофотографія та фотометрія витіснили візуальні спостереження. Одночасно умови для спостережень погіршились, оскільки Відень значно розширилвся порівняно з моментом заснування обсерваторії, яка тоді була на околиці. Йоганн Паліза ще 1924 року писав: «Віденська обсерваторія з її великим рефрактором нині вже не на належному місці, і настав час замислитися над її перенесенням і вжити відповідних заходів».

## Наукові дослідження

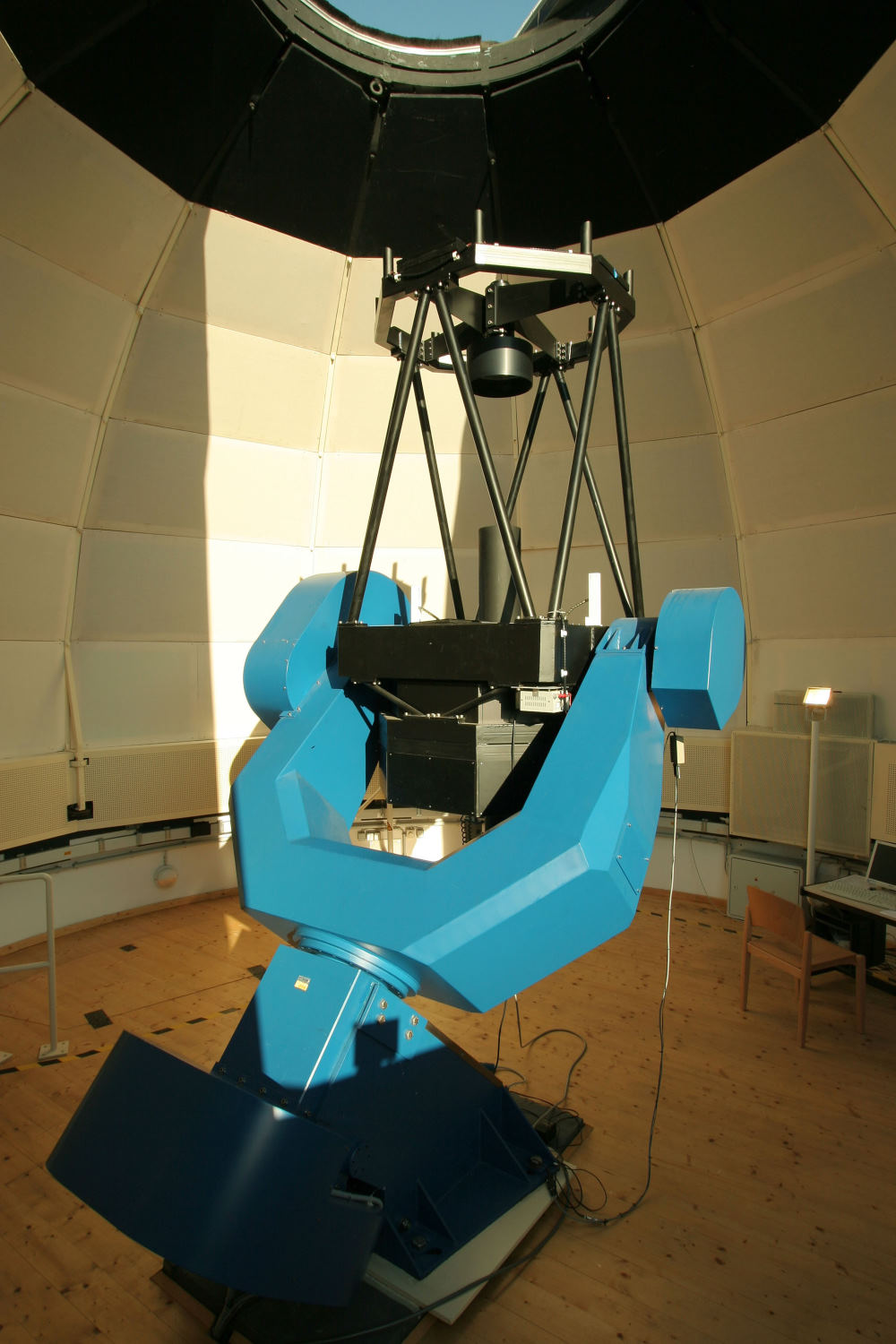
«Віденський маленький телескоп»

Щоб уникнути впливу світлового забруднення та поганих атмосферних умов великого міста, приблизно з 1960 року розпочали геофізичні та кліматичні дослідження можливих місць розташування великого телескопа. У результаті обрали одну з вершин гори Шепфль на заході Віденського лісу. Завдяки фінансовій підтримці Відня та Нижньої Австрії вже 1969 року відкрили Обсерваторію Леопольда Фігля як польову станцію Університетської обсерваторії. Тут розташований телескоп Річі—Кретьєна—Касегрена з головним дзеркалом діаметром 1,5 м, а в окремій будівлі — 60-сантиметровий телескоп-рефлектор.
У Віденському інституті для навчальних і наукових цілей використовують компактний 80-сантиметровий телескоп Касегрена. За аналогією з Дуже великим телескопом (Very Large Telescope, VLT) Європейської південної обсерваторії працівники інституту жартома називають цей телескоп «віденський маленький телескоп» (vienna little telescope, vlt). Великий 68-сантиметровий рефрактор 1878 року нині використовують переважно для демонстраційних цілей.
Інститут астрофізики, розміщений в будівлі обсерваторії, є частиною факультету географії, наук про Землю та астрономії Віденського університету. Крім того, він бере участь у використанні суперкомп'ютера VSC-3, який забезпечує високопродуктивні обчислення для консорціуму австрійських університетів.
Дослідницькі групи Інституту астрофізики у Відні працюють у багатьох спостережних і теоретичних галузях. Серед основних тем — зоряна астрофізика, магнітно-активні зорі, екзопланети, стійкість і хаос у Сонячній системі, позагалактичні дослідження (зокрема галактики раннього Всесвіту), інфрачервона, радіо- та рентгенівська астрономія, а також супутникові проєкти (розробка програмного й апаратного забезпечення для космічних обсерваторій: Herschel, ARIEL, SMILE, PLATO, CHEOPS, GAIA, Athena, BRITE; наземна станція для супутника MOST). Співробітники інституту очолюють національний масштабний проєкт, пов'язаний з інструментальним оснащенням майбутнього Надзвичайно великого телескопа Європейської південної обсерваторії.
Крім того, спільно з Інститутом астрофізики Віденського університету на базі Обсерваторії Леопольда Фігля реалізується моніторингова програма з вивчення світлового забруднення. У ній також беруть участь обсерваторія Грацького університету (Люстбюель), Мережа світлових вимірювань Верхньої Австрії (23 станції), Астрофізичний інститут Лейбніца у Потсдамі-Бабельсберзі та Інститут астрономії Стокгольмського університету.
Окрім наукових досліджень, в Університетській обсерваторії Відня також навчаються студенти, які здобувають освіту з астрономії у межах Віденського університету.
Книжковий фонд бібліотеки сягає XV століття. Він включає п'ять книг, надрукованих до 1500 року, 56 — до 1600 року і близько 500 — до 1800 року. Нині вона є частиною Віденської університетської бібліотеки.

## Популяризація науки

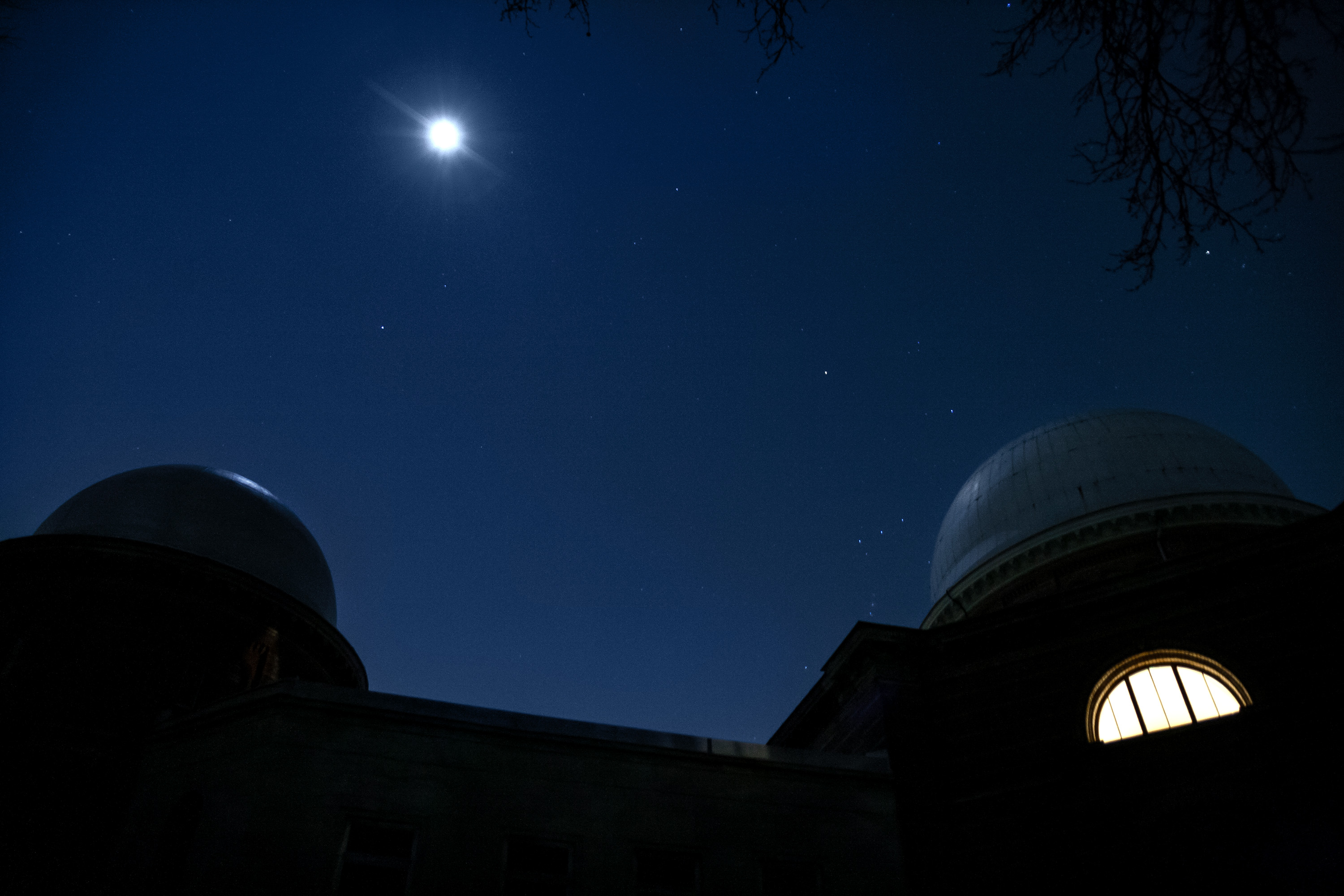
Нічне небо над обсерваторією

1990 року в південному крилі будівлі інституту, в колишній квартирі директора, відкрили невеликий музей. Колекція включає, зокрема, частину історичних книг та астрономічні інструменти, що ілюструють розвиток астрономії. Додаткові експонати розміщені в Обсерваторському парку.
Музей, а також сама Віденська університетська обсерваторія, відкриті для відвідування в межах публічних екскурсій. Крім екскурсій, на території обсерваторії регулярно проходять різноманітні заходи — зокрема, інститут постійно бере участь у Довгій ночі науки, а також щомісяця у другу п'ятницю організовує публічні лекції науковців під назвою «Ніч в обсерваторії».
Проєкт «Віртуальний музей Віденської університетської обсерваторії: Яскраві моменти з 543 років історії астрономії», який є частиною проєкту Phaidra Університетської бібліотеки Відня, дає змогу ознайомитися онлайн з добіркою історичних експонатів з музею обсерваторії.

## Директори
- Максиміліан Хелл, 1755—1792
- Франц Тріснеккер, 1792—1817
- Йозеф Йоганн Літтров, 1819—1840
- Карл фон Літров, 1842—1877
- Едмунд Вайс, 1877—1908
- Казимир Графф, 1928—1938
- Бруно Тюрінг, 1940—1945
- Казимир Графф, 1945—1949
- Йозеф Хопманн, 1951—1962
- Йозеф Мейерс, 1962—1979
- Карл Ракош, 1979—1981
- Вернер Чарнутер, 1981—1984
- Міхель Брегер, 1984—1986
- Пауль Джексон, 1986—1994
- Міхель Брегер, 1994—2005
- Герхард Хенслер, 2006—2009
- Франц Кершбаум, з 2009.

## Видання обсерваторії
- Meteorologische Beobachtungen an der K. K. Wiener Sternwarte. 1775–1855.
- Annalen der K. K. Sternwarte in Wien. 1821–1879.